# Рошнівська сільська рада
| Рошнівська сільська рада — орган місцевого самоврядування у Тисменицькому районі Івано-Франківської області з адміністративним центром у с. Рошнів. Водоймища на території, підпорядкованій даній раді: річки Мишакова, Коростільна. Сільській раді підпорядковані населені пункти: - с. Рошнів |

## Склад ради
Рада складається з 12 депутатів та голови.

### Керівний склад ради
| ПІБ                        | Основні відомості                                                                             | Дата обрання | Дата звільнення |
| -------------------------- | --------------------------------------------------------------------------------------------- | ------------ | --------------- |
| Бідочка Богдан Ярославович | Сільський голова, 1960 року народження, освіта, член Всеукраїнського об'єднання «Батьківщина» | 26.03.2006   | 31.10.2010      |

Примітка: таблиця складена за даними джерела